# 熱爾季河
熱爾季河（烏克蘭語：Жердь），是烏克蘭的河流，位於該國西部，流經赫梅利尼茨基州和捷爾諾波爾州，處於日拉克河畔，河道全長41公里，流域面積139平方公里。